# Abu-l-Fadl Nasr Taj-ad-Din
Abu-l-Fadl Nasr ibn Tàhir Taj-ad-Din (vers 1065-1164) fou emir dels darrers safàrides (anomenats per Duzdjani màliks o reis de Nimruz i Sistan; Djuzdjani li dona el nom amb un lleuger canvi: Abu-l-Fat·h), successor del seu pare Tàhir ibn Muhàmmad Baha-ad-Dawla vers el 1090/1091 i va morir el 1164 amb una edat a l'entorn dels cent anys.
L'obra Tarikh-i Sistan esmenta algunes lluites internes amb familiars i rivals al començament fins que va poder establir el seu poder. El país era vassall dels seljúcides des de la meitat del segle xi i Abu-l-Fadl fou un lleial vassall i tributari del sultà Sandjar al que va enviar contingents per les seves campanyes. S'esmenta un acte de valentia de l'emir contra els elefants gaznèvides en l'expedició seljúcida de Sandjar a Gazni el 1116/1117 en què fou deposat Màlik Arslan Xah ibn Massud (1116-1117) i proclamat Bahram Xah ibn Massud 1117-1157. Fou també un dels emirs que fou cridat el 1156 pel xa de Coràsmia Atsiz per alliberar a Sandjar que havia estat fet presoner per un grup oghuz al Khurasan, però el sultà es va poder escapar.